# Szombathya
Szombathya là một chi bọ cánh cứng trong họ 
Elateridae.
Chi này được miêu tả khoa học năm 1986 bởi Platia.

## Các loài
Các loài trong chi này gồm:
- Szombathya deretzi (Platia & Schimmel, 1995)
- Szombathya fleutiauxi (Platia & Schimmel, 1995)
- Szombathya formosana (Platia & Schimmel, 1995)
- Szombathya formosana (Szombathy, 1910)
- Szombathya hodgarti (Platia & Schimmel, 1995)
- Szombathya malaccensis (Platia & Schimmel, 1995)
- Szombathya merkli (Platia & Schimmel, 1995)
- Szombathya minutus (Schwarz, 1902)